# New York Yankees (1936 AFL)
Los New York Yankees de la segunda American Football League fue un equipo profesional de fútbol americano. No tiene relación alguna con los Yankees de la primera AFL (y después de la National Football League), los Yankees de la tercera AFL, los Yankees de la American Association y los últimos Yankees de la All-America Football Conference. Jugaron como locales en el viejo Yankee Stadium y en el Triborough Stadium en Nueva York. Jack McBride fue el entrenador en jefe a lo largo de su existencia; el presidente de los Yankees, James Bush fue el presidente de la segunda American Football League en 1936.
Formado por jugadores de la NFL, principalmente de los New York Giants, los Yankees de 1936 (incluidos a los backs Ken Strong y Stu Clancy, al tackle Jess Quatse y al end Les Borden) pelearon por el título de la liga con los Boston Shamrocks y los Cleveland Rams (Boston lo ganó).
Dejaron de existir en 1937 junto con la liga.